# ベイルート・アメリカ海兵隊兵舎爆破事件
ベイルート・アメリカ海兵隊兵舎爆破事件は、レバノン内戦中の1983年にレバノンの首都のベイルートにあるアメリカ海兵隊の兵舎が車爆弾を使用した自爆テロで狙われた事件である。
アメリカ海軍・アメリカ陸軍の兵士も含め241人が死亡、60人が重軽傷を負った。1日の死者としてはアメリカ海兵隊の歴史上、太平洋戦争の硫黄島の戦いに次ぐ犠牲者数となった。
この事件の2分後、同じく国際平和維持部隊を構成していたベイルートにあるフランス陸軍の空挺部隊の兵舎も同じように自爆テロで攻撃され、58人のフランス軍兵士が死亡、15人が重軽傷を負った。こちらもアルジェリア戦争以来の死者数だった。

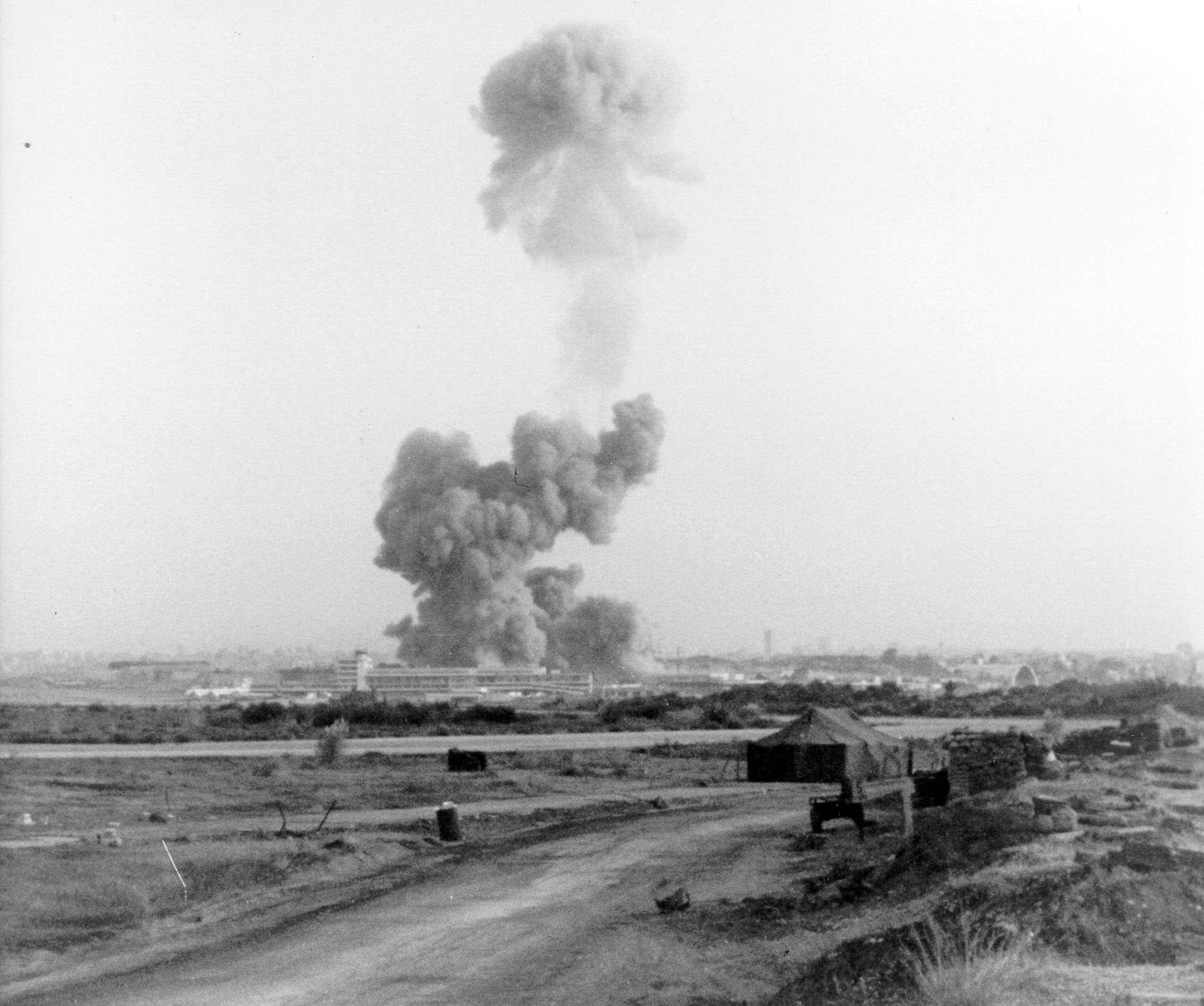
爆発直後に撮影された、煙を噴き上げるベイルート国際空港のアメリカ海兵隊兵舎。

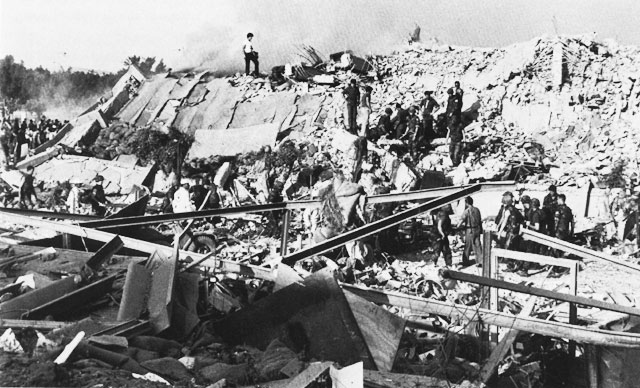
爆破されたアメリカ海兵隊兵舎。

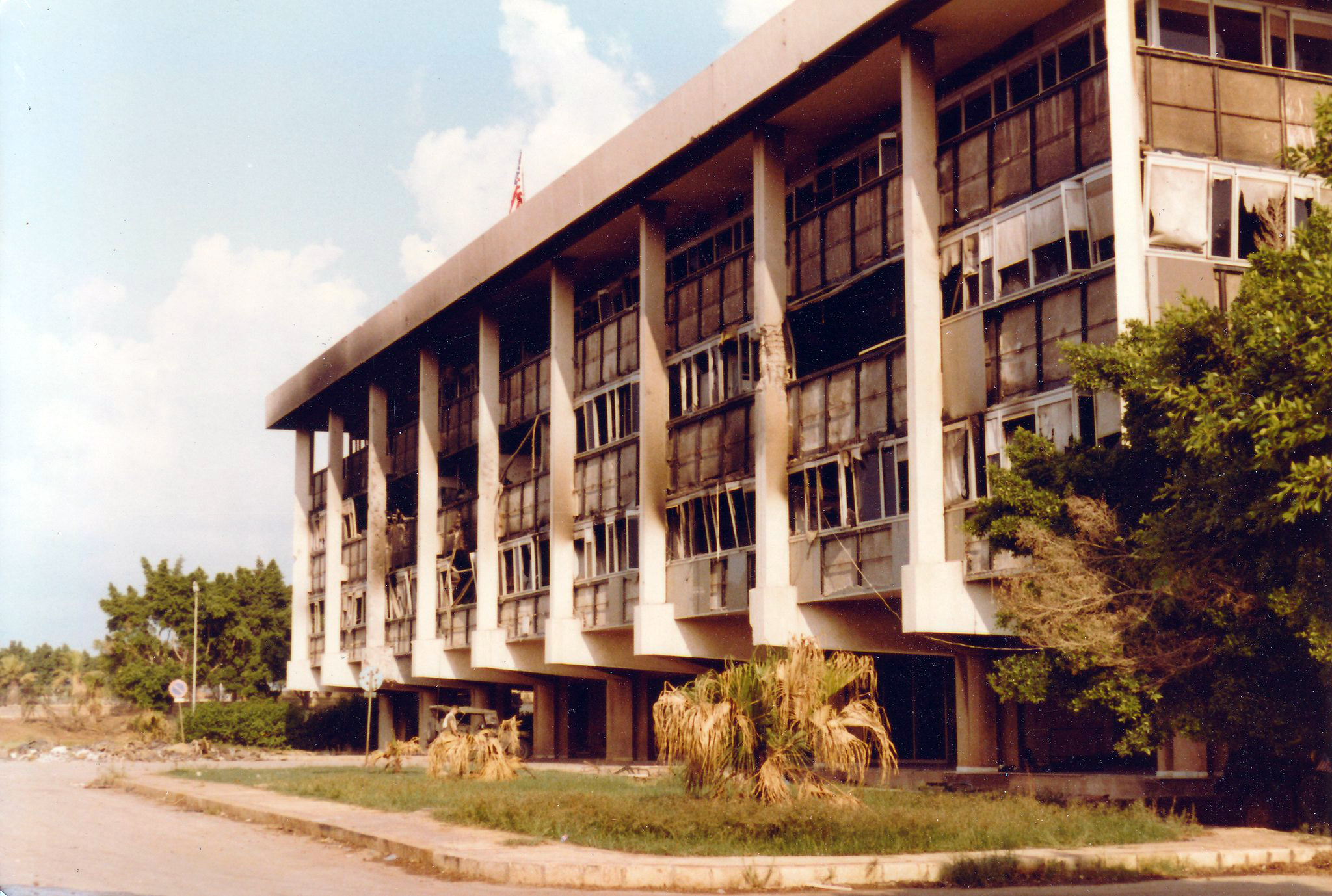
爆破前のアメリカ海兵隊兵舎(1982年撮影)。

## 事件概要
1983年10月23日午前6時20分、二人が乗った1台の黄色いメルセデス・ベンツのワゴン車がベイルート国際空港に向った。そこにはアメリカ海兵隊の第2海兵師団第8海兵連隊の現地司令本部が置かれていた。ワゴン車は当初、水を運んでいるように思われた。しかし車内には5,400kg相当のTNTが詰まれていた。ワゴン車は兵舎前の駐車場を一巡し、それから加速して有刺鉄線を突破して玄関を突き破りロビーに激突して爆発した。爆弾はガスによって起爆する仕組みで、爆弾の上には瓦礫が積み重ねられており爆発で飛散する構造であった。爆発によって4階建ての建物は完全に崩壊した。
2分後、西ベイルートから6kmのところに置かれたフランス陸軍の第1猟兵落下傘連隊本部が類似の車爆弾で狙われた。車は建物の地下駐車場に入ると爆発、8階建ての建物は完全に崩壊した。フランス兵たちは海兵隊兵舎爆破の音を聞いて窓に集まっていた最中であった。
救助活動は狙撃兵に狙われ困難を極めた。負傷者は沖合いに停泊していた強襲揚陸艦イオー・ジマに運ばれキプロスなどに移された。
ベイルートを拠点とし、同年4月のアメリカ大使館爆破事件などレバノン内戦時に盛んに反米テロを行っていた、イマド・ムグニヤー率いるイスラーム聖戦機構が犯行声明を出した。背後にはヒズボラの関与が指摘されているが、ヒズボラ・イラン・シリアいずれも否定している。
アメリカのロナルド・レーガン大統領は直ちにテロを非難する声明を発表し、直後にフランスのフランソワ・ミッテラン大統領とアメリカのジョージ・H・W・ブッシュ副大統領も現地入りし、米仏首脳とも国際平和維持部隊のレバノンからの撤退はない、とする声明を発表した。米仏はイスラム革命防衛隊がヒズボラの軍事訓練を行っているバールベックへの空爆を計画したが、これは中止された。12月、空母ジョン・F・ケネディとインディペンデンスから飛び立った戦闘機隊がベイルートのシリア軍陣地を爆撃した。翌年2月、アメリカ軍地上部隊はレバノンから撤退した。また戦艦ニュージャージーがベッカー高原のシリア軍陣地を砲撃、数百人のドゥルーズ派民兵やシリア兵が死亡した。5月、ベイルートのムハンマド・フセイン・ファドラッラー自宅近くで車爆弾による爆発が発生し80人以上が死亡した。ファドラッラーはヒズボラの精神的指導者であり、ヒズボラはアメリカによる犯行であると非難した。
モサド職員のヴィクトール・オスロフスキーは、モサド長官のナフーム・アドゥモニは爆破の計画を事前に知っていたが、意図的にアメリカに通知しなかったと批判した。モサドはレバノン内戦に介入するアメリカを快く思っていなかったという。

## 影響
平和維持軍を構成していたアメリカ軍・フランス軍などはレバノン内戦への介入に失敗したかたちとなり、数年での撤退を余儀なくされた。ヒズボラは関与を否定したものの戦果を喧伝し、パレスチナにおける発言力を増した。
中東において車爆弾を初めて使用したのはパレスチナ人殺害目的に用いたイスラエルの武装組織レヒであるとされる。その後、レバノン内戦を契機に車を用いた自爆テロは中東全域で多用されるようになり、特にヒズボラ系組織が好んで用いた。1979年にソ連のアフガニスタン侵攻が起こると、CIAを後ろ盾にしたパキスタンの軍統合情報局は、ムジャヒディーンに爆弾技術を指導した。1983年にベイルートで相次いで起こったこのアメリカ大使館と海兵隊兵舎爆破事件がイスラーム過激派に与えた影響は極めて大きく、1983年はテロリズムにとってエポックメーキングな年となった。特にアフガニスタン紛争を経験しているアルカーイダは、車を用いた自爆テロをアメリカ軍施設を対象に重ねることになる。
一方、事件を引き起こしたイスラーム聖戦機構は1986年にソ連の外交官を誘拐したことが原因でKGBによる激しい報復を受け、さらにシリア、レバノン両国の攻撃により弱体化して1992年に事実上壊滅し、指導者のムグニヤーらはヒズボラに合流した。しかし、ムグニヤーは2008年にモサドが仕掛けた車爆弾で暗殺された。